# Ancistroceroides gribodoi
Ancistroceroides gribodoi är en stekelart som först beskrevs av Edoardo Zavattari 1912.
Ancistroceroides gribodoi ingår i släktet Ancistroceroides och familjen Eumenidae. Inga underarter finns listade i Catalogue of Life.